# Bultfontein
Bultfontein este un oraș din Africa de Sud.